# Banda Asa Kier
Banda Asa Kier (ros. Зелёный фургон, Zielonyj furgon) – radziecki dramat przygodowy z 1959 roku na podst. powieści Zielony furgon Aleksandra Kozaczinskiego.
Polska premiera odbyła się w lipcu 1970 roku wraz z dokumentem Zielone i białe produkcji WFO z 1969 roku.

## Fabuła
Odessa, rok 1920. Niedoświadczeni, ale pełni dobrej woli stróże prawa coraz skuteczniej depcą po piętach groźnej bandzie, stemplującej swe przestępstwa znakiem Asa Kier. Sam Kier i jego opryszki muszą ukrywać się na peryferiach miasta i w jego okolicach. W osadzie Siewierinowka milicją dowodzi dawny drukarz Szestakow, a jego zastępcą jest 18-letni Wołodia Kozaczenko, gimnazjalista z inteligenckiej rodziny. Pierwszy hołduje metodzie maksymalnego wciągania ludności do walki z przestępcami, drugi ufa sposobom, które stosował wspaniały Sherlock Holmes. Symbioza obu taktyk, lecz może przede wszystkim przysłowiowy łut szczęścia sprawiają, że w ręce milicji wpada złodziejaszek Fiedźka Byk, zaufany człowiek Kiera. Po wielu perypetiach dochodzi do decydującego starcia, w którym ginie sam Kier. Wołodia ożeni się wkrótce z Marusią, siostrą schwytanego koniokrada Pięknisia, który – po odbyciu kary więzienia – zostanie powszechnie szanowanym dentystą.

## Obsada[1]
- Władimir Kołokołcew – Wołodia Kozaczenko
- Nikołaj Wołkow – ojciec Wołodii
- Dmytro Milutienko – dziadek Taras
- Olga Łysienko – Marusia
- Konstantin Kulczickij – właściciel furgonu
- Wiktor Mizinienko – Szestakow
- Jurij Tymoszenko – Griszczenko
- Wasilij Wiekszin – Piękniś
- Roman Filippow – Fiedźka Byk
- Wiktor Szugajew – Kier
- Wadim Zacharczenko – robotnik

## Wersja polska
Opracowanie i udźwiękowienie wersji polskiej: Studio Opracowań Filmów w Warszawie

Reżyseria: Jerzy Twardowski

Wystąpili:
- Piotr Cieślak – Wołodia Kozaczenko
- Zdzisław Mrożewski – ojciec Wołodii
- Janusz Paluszkiewicz – dziadek Taras
- Małgorzata Włodarska – Marusia
- Wacław Kowalski – właściciel furgonu
- Zbigniew Kryński – Szestakow
- Ryszard Pikulski – Griszczenko
- Janusz Zakrzeński – Piękniś
- Włodzimierz Gołobów – Fiedźka Byk

Źródło: